# Daphne Berends
Daphne Edmee Berends (Tubbergen, 9 agosto 1966) è un'ex cestista olandese.

## Carriera
Con i Paesi Bassi ha disputato i Campionati europei del 1989.